# Élections municipales burkinabés de 2016
Les élections municipales burkinabés de 2016 sont organisées le 22 mai 2016 au Burkina Faso.